# Epiphragma delectabile
Epiphragma delectabile är en tvåvingeart som beskrevs av Alexander 1979. Epiphragma delectabile ingår i släktet Epiphragma och familjen småharkrankar.
Artens utbredningsområde är Ecuador. Inga underarter finns listade i Catalogue of Life.